# 洛伊山
80°33′S 30°16′W / 80.550°S 30.267°W
洛伊山（英語：Mount Lowe）是南極洲的山峰，位於科茨地，屬於沙克爾頓山脈的一部分，海拔高度990米，處於布萊克洛克冰川終點南面，在1957年由英聯邦探險隊繪入地圖。